# NGC 3297
NGC 3297 (również PGC 31189) – galaktyka soczewkowata (S0), znajdująca się w gwiazdozbiorze Hydry. Odkrył ją 26 lutego 1886 roku Francis Leavenworth.